# Hiratsuka Jin
Hiratsuka Jin (平墳 迅 Hiratsuka Jin, sinh ngày 19 tháng 5 năm 1999) là một cầu thủ bóng đá người Nhật Bản. Anh thi đấu cho Shimizu S-Pulse.

## Sự nghiệp
Hiratsuka Jin gia nhập câu lạc bộ tại J1 League Shimizu S-Pulse năm 2017.